# Cymbasoma bowmani
Cymbasoma bowmani is een eenoogkreeftjessoort uit de familie van de Monstrillidae. De wetenschappelijke naam van de soort is voor het eerst geldig gepubliceerd in 1998 door Suarez-Morales & Gasca.